# Цвілюк Семен Антонович
Семен Антонович Цвілюк (15 лютого 1931 — 28 серпня 2017) — історик України, дослідник проблем українського національно-культурного відродження ХХ сторіччя.

## Життєпис
С. А. Цвілюк нродився 15 лютого 1931 року в селі Хутори-Кривошиїнецькі Хмільницького району Вінницької області в селянській родині.
По закінченні семирічної школи працював у колгоспі, шахтарем на Донбасі, де одночасно навчався у вечірній школі робітничої молоді. В 1952 поступив на історичний Факультет Одеського державного університету ім. І. І. Мечникова. Після завершення якого займався журналістикою. З 1961 працював в апараті Одеського обкому Компартії України на посадах інструктора відділу пропаганди і агітації та зав. сектором преси, радіо і телебачення, в 1970—1973 був директором республіканського книжкового видавництва «Маяк». В 1969 році захистив дисертацію «Більшовицька преса півдня України в період іноземної інтервенції та громадянської війни. 1918 — лютий 1920» на здобуття наукового ступеня кандидата Історичних наук, а в 1988 році — докторську дисертацію на тему: «Преса іноземних комуністичних груп РКП(б) та лівих соціал-демократів у мобілізації зарубіжних трудящих на захист завоювань Жовтня (1918—1920 рр.)» (науковий консультант — професор М. Ю. Раковський). Був членом редакційної колегії та відповідальним секретарем історико -краєзнавчого видання «Історія міст і сіл Української РСР. Одеська область» (1969).
З вересня 1973 по вересень 2001 займався педагогічною і науковою роботою в Одеському сільськогосподарському інституті та в Одеському політехнічному інституті. Працював старшим викладачем, доцентом, професором кафедр суспільствознавства, філософії та історії України. З вересня 2001 був професор кафедри історії державності України та культурології Одеського державного університету внутрішніх справ (викладав історію України та культурологію, вів спецкурс для студентів магістратури «Організація та проведення наукових досліджень»). Протягом ряду років був членом Спеціалізованої вченої ради із захисту кандидатських та докторських дисертацій в Одеському національному університеті, членом редакційної колегії наукового збірника «Інтелігенція і влада. Серія: Історія» та історико-краєзнавчого альманаху «Юго-Запад. Одессика».
Помер 28 серпня 2017 року в Одесі.

## Наукова діяльність
В коло основних наукових інтересів входили національно-культурні та історико-лінгвістичні процеси в Україні ХХ ст. Синтезуючи великий обсяг історичних знань, автор у своїх працях відтворював тернисті шляхи культурного будівництва української нації в ХХ ст., що увійшов в історію як епоха «Розстріляного Відродження»
Історик є автором понад 300 наукових, науково-популярних та публіцистичних публікацій, у тому числі — статей, історичних есе, брошур, а також 12 монографій і кількох циклів історичних нарисів для енциклопедичних видань, навчально-методичних посібників з історії України та філософії. Лауреат конкурсу «Люди справи» в номінації «Наукова діяльність».

## Наукові публікації
- Історична мудрість Великого Кобзаря
- Більшовицька преса півдня України в період іноземної інтервенції та громадянської війни. 1918 — лютий 1920. Монографія. — О., 1968;
- Листівки Одеського підпілля та їх роль у розкладі військ інтервентів на півдні України (1918—1919 рр.) // УІЖ. — 1968. — № 7;
- Одеса революційна: Хроніка подій в період громадянської війни та іноземної воєнної інтервенції (1918—1920 рр.) — Одеса, 1972;
- Преса іноземних комуністиних груп в Одесі в 1919 р.// Шляхами «Правди». Харків, 1972;
- До питання про виникнення преси польських, румунських, чеських і словацьких революційних соціал-демократів в Росії в 1917 році // УІЖ. — 1984. — № 6;
- Издания болгарских интернационалистов в Советской России (1918—1920 гг.)// Советское славяноведение (Москва). — 1984. — № 3;
- Оружие пролетарской солидарности: Печать зарубежных интернационалистов в 1918—1920 годах. Монографія. — Од.-К., 1986;
- Зарубежные интернационалисты в Одессе. 1917—1920 гг. — Од., 1987;
- Відродження держави: Україна 1991—2001 рр.. — Од., 2002;
- До пробудження самосвідомості, національного самопізнання //Український патріотизм — фактор державності: Колективна монографія. — Од., 2002;
- Українізація України: Тернистий шлях національно-культурного відродження доби сталінізму. — Од., 2004;
- Як ми «українізували» Росію: Історичні есе та публіцистика. — Од., 2005;
- Український ренесанс. ХХ століття: Національно-культурні процеси в Україні доби революційно-демократичних змагань та комуністичної диктатури: Постімперський контекст: Монографія. — Од., 2006;
- Духовний код нації: З історії української мови і писемності: Історико-лінгвістичні етюди. — О., 2007;
- Трагедія нескореної нації: Політичний і національний терор України в період сталінського тоталітаризму. — Видання друге, доповнене. — Од., 2008.

## Нагороди
- Нагрудний знак «Петро Могила»

## Посилення
- — на сайті Бібліотеки Верховної Ради [Архівовано 10 червня 2015 у Wayback Machine.]
- Семен Цвілюк
- http://oduvs.edu.ua/news/slovo-na-poshanu-svitloyi-pam-yati-profesora-tsvilyuka-s-a/ [Архівовано 1 вересня 2017 у Wayback Machine.]